# Champcerie
Champcerie là một xã thuộc tỉnh Orne vùng Normandie tây bắc nước nước Pháp. Xã này nằm ở khu vực có độ cao từ 159-231 mét trên mực nước biển.